# Yamileska Yantín
Yamileska Yantín (Ponce, 9 aprile 1984) è una pallavolista portoricana.
Gioca nel ruolo di opposto.

## Carriera

### Club
La carriera di Yamileska Yantín, sorella maggiore della pallavolista Darangelyss Yantín, inizia nel 2001 con le Conquistadoras de Guayanabo, dove gioca per tra stagioni. Nel 2004 e nel 2005 gioca rispettivamente per le Vaqueras de Bayamón e per le Chicas de San Juan. Nel 2006 inizia la stagione con le Mets de Guaynabo, per poi passare alle Pinkin de Corozal, con le quali gioca fino alla stagione 2010, vincendo due volte lo scudetto. Nella stagione 2010-11 gioca per la prima volta all'estero, col Club Voleibol Ciutadella nella Superliga spagnola; a febbraio però lascia la Spagna per rientrare in patria e giocare nuovamente per le Pinkin de Corozal. Nella stagione 2012 gioca nelle Llaneras de Toa Baja.
Dopo una stagione di inattività, torna a giocare nel campionato 2014 per le Lancheras de Cataño. Nel 2015 torna a giocare all'estero, ingaggiata in Tunisia con lo Sfaxien. Ritorna a giocare in Porto Rico nella stagione 2016, difendendo i colori delle Changas de Naranjito. Poco dopo l'inizio della Liga de Voleibol Superior Femenino 2017 viene ingaggiata dalle Leonas de Ponce.

## Palmarès

### Club
- Campionato portoricano: 2

2008, 2010